# Empis elegans
Empis elegans är en tvåvingeart som beskrevs av Enrico Adelelmo Brunetti 1913. Empis elegans ingår i släktet Empis och familjen dansflugor. Inga underarter finns listade i Catalogue of Life.